# Andrzej Grzegorz Ziółkowski
Andrzej Grzegorz Ziółkowski – polski inżynier, doktor habilitowany nauk technicznych.

## Życiorys
W latach 1983–1987 ukończył studia mechaniczne i mechaniki stosowanej w Politechnice Warszawskiej, w 1996 r. obronił pracę doktorską pt. Zagadnienia pseudosprężystości materiałów z pamięcią kształtu, której promotorem był prof. Bogdan Raniecki, w 2007 r. habilitował się na podstawie pracy zatytułowanej Pseudosprężystość stopów z pamięcią kształtu - badania doświadczalne i opis teoretyczny.
Został zatrudniony na stanowisku adiunkta w Instytucie Podstawowych Problemów Techniki PAN.